# エチオピアの島の一覧
エチオピアの島の一覧（エチオピアのしまのいちらん）はエチオピアの島について記す。

## アバヤ湖
アバヤ湖内の島：
- アグヒス島
- アルグ島
- アルロ島（英語版）
- ダラト島
- ガタメ島
- ギディチョ島
- ウガヨ島

## アフレラ湖
アフレラ湖内の島：
- フランチェッティ島

## シャラ湖
シャラ湖内の島：
- ペリカン島

## タナ湖
タナ湖内の島：
- ダガ島（英語版）
- デク島（英語版）
- ゲリラ・ザカリアス（英語版）
- ケブラン島
- ミトラハ島（英語版）
- レマ島（英語版）
- タナ・キルコス（英語版）

## ジウェイ湖
ジウェイ湖内の島：
- バード島
- デブレ・シナ
- フンドゥロ島
- ガリア
- タデチャ島
- トゥル・グド